# ホップマンカップ
ホップマンカップ（英語: Hopman Cup）は、テニスの男女混合による国別対抗戦である。国際テニス連盟（ITF）主催。オーストラリアの元選手であり、かつコーチでもあったハリー・ホップマン（1906年-1985年）の名前がタイトルに刻まれている。

## 歴史
第1回大会は1988年末から1989年初頭にかけて、オーストラリア・パースで開催された。
大会は2022年までパースで開催される予定だったが、男子プロテニス協会（ATP）が主導するATPカップの新設を受け2019年で終了。ITFは新たなる開催地を模索していた。その後、ITFは2023年から7月にフランス・ニースで開催されると発表した。

## 歴代優勝国
| 回 | 年   | 優勝国                   | 優勝選手                                                  | 準優勝国                 | 準優勝選手                                            | スコア                   |
| -- | ---- | ------------------------ | --------------------------------------------------------- | ------------------------ | ----------------------------------------------------- | ------------------------ |
| 1  | 1989 | チェコスロバキア         | ヘレナ・スコバ ミロスラフ・メチージュ                     | オーストラリア           | ハナ・マンドリコワ パット・キャッシュ                 | 2–0                      |
| 2  | 1990 | スペイン                 | アランチャ・サンチェス・ビカリオ エミリオ・サンチェス     | アメリカ合衆国           | パム・シュライバー ジョン・マッケンロー               | 2–1                      |
| 3  | 1991 | ユーゴスラビア           | モニカ・セレシュ ゴラン・プルピッチ                       | アメリカ合衆国           | ジーナ・ガリソン デビッド・ウィートン                 | 3–0                      |
| 4  | 1992 | スイス                   | マニュエラ・マレーバ＝フラニエール ヤコブ・ラセク         | チェコスロバキア         | ヘレナ・スコバ カレル・ノバチェク                     | 2–1                      |
| 5  | 1993 | ドイツ                   | シュテフィ・グラフ ミヒャエル・シュティヒ                 | スペイン                 | アランチャ・サンチェス・ビカリオ エミリオ・サンチェス | 2–0                      |
| 6  | 1994 | チェコ                   | ヤナ・ノボトナ ペトル・コルダ                             | ドイツ                   | アンケ・フーバー ベルント・カールバッハ               | 2–1                      |
| 7  | 1995 | ドイツ                   | アンケ・フーバー ボリス・ベッカー                         | ウクライナ               | ナタリア・メドベデワ アンドレイ・メドベデフ           | 2–0                      |
| 8  | 1996 | クロアチア               | イバ・マヨリ ゴラン・イワニセビッチ                       | スイス                   | マルチナ・ヒンギス マルク・ロセ                       | 2–1                      |
| 9  | 1997 | アメリカ合衆国           | チャンダ・ルビン ジャスティン・ギメルストブ               | 南アフリカ共和国         | アマンダ・クッツァー ウェイン・フェレイラ             | 2–1                      |
| 10 | 1998 | スロバキア               | カリナ・ハブスドバ カロル・クチェラ                       | フランス                 | マリー・ピエルス セドリック・ピオリーン               | 2–1                      |
| 11 | 1999 | オーストラリア           | エレナ・ドキッチ マーク・フィリプーシス                   | スウェーデン             | アサ・スベンソン ヨナス・ビョルクマン                 | 2–1                      |
| 12 | 2000 | 南アフリカ共和国         | アマンダ・クッツァー ウェイン・フェレイラ                 | タイ                     | タマリネ・タナスガーン パラドーン・スリチャパン       | 3–0                      |
| 13 | 2001 | スイス                   | マルチナ・ヒンギス ロジャー・フェデラー                   | アメリカ合衆国           | モニカ・セレシュ ジャン＝マイケル・ギャンビル         | 2–1                      |
| 14 | 2002 | スペイン                 | アランチャ・サンチェス・ビカリオ トミー・ロブレド         | アメリカ合衆国           | モニカ・セレシュ ジャン＝マイケル・ギャンビル         | 2–1                      |
| 15 | 2003 | アメリカ合衆国           | セリーナ・ウィリアムズ ジェームズ・ブレーク               | オーストラリア           | アリシア・モリク レイトン・ヒューイット               | 3–0                      |
| 16 | 2004 | アメリカ合衆国           | リンゼイ・ダベンポート ジェームズ・ブレーク               | スロバキア               | ダニエラ・ハンチュコバ カロル・クチェラ               | 2–1                      |
| 17 | 2005 | スロバキア               | ダニエラ・ハンチュコバ ドミニク・フルバティ               | アルゼンチン             | ヒセラ・ドゥルコ ギリェルモ・コリア                   | 3–0                      |
| 18 | 2006 | アメリカ合衆国           | リサ・レイモンド テーラー・デント                         | オランダ                 | ミハエラ・クライチェク ペテル・ベッセル               | 2–1                      |
| 19 | 2007 | ロシア                   | ナディア・ペトロワ ドミトリー・トゥルスノフ               | スペイン                 | アナベル・メディナ・ガリゲス トミー・ロブレド         | 2–0                      |
| 20 | 2008 | アメリカ合衆国           | セリーナ・ウィリアムズ マーディ・フィッシュ               | セルビア                 | エレナ・ヤンコビッチ ノバク・ジョコビッチ             | 2–1                      |
| 21 | 2009 | スロバキア               | ドミニカ・チブルコバ ドミニク・フルバティ                 | ロシア                   | ディナラ・サフィナ マラト・サフィン                   | 2–0                      |
| 22 | 2010 | スペイン                 | MJ・マルティネス・サンチェス トミー・ロブレド             | イギリス                 | ローラ・ロブソン アンディ・マリー                     | 2–1                      |
| 23 | 2011 | アメリカ合衆国           | ベサニー・マテック＝サンズ ジョン・イスナー               | ベルギー                 | ジュスティーヌ・エナン ルーベン・ベーメルマンス       | 2–1                      |
| 24 | 2012 | チェコ                   | ペトラ・クビトバ トマーシュ・ベルディハ                   | フランス                 | マリオン・バルトリ リシャール・ガスケ                 | 2–0                      |
| 25 | 2013 | スペイン                 | アナベル・メディナ・ガリゲス フェルナンド・ベルダスコ     | セルビア                 | アナ・イバノビッチ ノバク・ジョコビッチ               | 2–1                      |
| 26 | 2014 | フランス                 | アリーゼ・コルネ ジョー＝ウィルフリード・ツォンガ         | ポーランド               | アグニエシュカ・ラドワンスカ グジェゴシュ・パンフィル | 2–1                      |
| 27 | 2015 | ポーランド               | アグニエシュカ・ラドワンスカ イェジ・ヤノヴィッツ         | アメリカ合衆国           | セリーナ・ウィリアムズ ジョン・イスナー               | 2–1                      |
| 28 | 2016 | オーストラリア・グリーン | ダリア・ガブリロワ ニック・キリオス                       | ウクライナ               | エリナ・スビトリナ アレクサンドル・ドルゴポロフ       | 2–1                      |
| 29 | 2017 | フランス                 | クリスティナ・ムラデノビッチ リシャール・ガスケ           | アメリカ合衆国           | ココ・バンダウェイ ジャック・ソック                   | 2–1                      |
| 30 | 2018 | スイス                   | ベリンダ・ベンチッチ ロジャー・フェデラー                 | ドイツ                   | アンゲリク・ケルバー アレクサンダー・ズベレフ         | 2-1                      |
| 31 | 2019 | スイス                   | ベリンダ・ベンチッチ ロジャー・フェデラー                 | ドイツ                   | アンゲリク・ケルバー アレクサンダー・ズベレフ         | 2-1                      |
| 32 | 2023 | クロアチア               | ドナ・ベキッチ ボルナ・チョリッチ                         | スイス                   | セリーヌ・ネフ レアンドロ・リエディ                   | 2–0                      |
| —  | 2024 | 開催なし（2025年に延期） | 開催なし（2025年に延期）                                  | 開催なし（2025年に延期） | 開催なし（2025年に延期）                              | 開催なし（2025年に延期） |
| 33 | 2025 | カナダ                   | ビアンカ・アンドレースク フェリックス・オジェ＝アリアシム | イタリア                 | ルチア・ブロンツェッティ フラビオ・コボッリ           | 2–1                      |

### チーム別優勝
| 国               | 優勝                                   | 準優勝                                 |
| ---------------- | -------------------------------------- | -------------------------------------- |
| アメリカ合衆国   | 1997, 2003, 2004, 2006, 2008, 2011 (6) | 1990, 1991, 2001, 2002, 2015, 2017 (6) |
| スペイン         | 1990, 2002, 2010, 2013 (4)             | 1993, 2007 (2)                         |
| スイス           | 1992, 2001, 2018, 2019 (4)             | 1996, 2023 (2)                         |
| スロバキア       | 1998, 2005, 2009 (3)                   | 2004 (1)                               |
| ドイツ           | 1993, 1995 (2)                         | 1994, 2018, 2019 (3)                   |
| オーストラリア   | 1999, 2016 (2)                         | 1989, 2003 (2)                         |
| フランス         | 2014, 2017 (2)                         | 1998, 2012 (2)                         |
| クロアチア       | 1996, 2023 (2)                         | (0)                                    |
| チェコ           | 1994, 2012 (2)                         | (0)                                    |
| チェコスロバキア | 1989 (1)                               | 1992 (1)                               |
| 南アフリカ共和国 | 2000 (1)                               | 1997 (1)                               |
| ロシア           | 2007 (1)                               | 2009 (1)                               |
| ポーランド       | 2015 (1)                               | 2014 (1)                               |
| ユーゴスラビア   | 1991 (1)                               | (0)                                    |
| カナダ           | 2025 (1)                               | (0)                                    |
| セルビア         | (0)                                    | 2008, 2013 (2)                         |
| ウクライナ       | (0)                                    | 1995, 2016 (2)                         |
| スウェーデン     | (0)                                    | 1999 (1)                               |
| タイ             | (0)                                    | 2000 (1)                               |
| アルゼンチン     | (0)                                    | 2005 (1)                               |
| オランダ         | (0)                                    | 2006 (1)                               |
| イギリス         | (0)                                    | 2010 (1)                               |
| ベルギー         | (0)                                    | 2011 (1)                               |
| イタリア         | (0)                                    | 2025 (1)                               |